# Cytotoksyczność komórkowa zależna od przeciwciał
Cytotoksyczność komórkowa zależna od przeciwciał (ang. Antibody-Dependent Cell Cytotoxicity, ADCC) – proces, w którym komórka docelowa jest zabijana przez komórkę NK.
ADCC zachodzi w następujący sposób:
- przeciwciała opłaszczają komórkę docelową
- komórka NK (natural killers), zawierająca receptory dla części Fc przeciwciał, łączy się za pośrednictwem przeciwciał do komórki docelowej,
- następuje pobudzenie komórki NK,
- komórka NK ulega degranulacji, czego wynikiem jest zabicie komórki docelowej.
- wydzielone zostają  perforyny (które w obecności wapnia[1] tworzą kanały w błonie komórki, powodując jej lizę i umożliwiając dostanie się granzymów do komórek patogenów[2]), granulizyny[1] i granzymy (które powodują apoptozę komórek patogenów[2]).
- komórka ulega apoptozie.

Proces ten ma duże znaczenie w obronie przed niektórymi patogenami i nowotworami, ale może też stanowić podstawę nadwrażliwości typu II.